# Tron
Tron er en amerikansk science fiction-film fra 1982 med Jeff Bridges, Bruce Boxleitner, David Warner, Cindy Morgan og Barnard Hughes i hovedrollerne.
En computerprogrammør bliver "transporteret" ind i en mainframes software-verden, hvor han forbinder sig med forskellige programmer i sit forsøg på at komme ud igen. 